# حمض البروبيونيك
حمض البروبيونيك أو حامض بيتا اسيتوبروبيونيك هو مركب كيميائي عضوي له الصيغة C3H6O2، والتي يمكن كتابتها على الشكل البنيوي CH3CH2COOH.
يوجد المركب على شكل سائل زيتي عديم اللون، وينتمي إلى مجموعة الأحماض الكربوكسيلية، ويسمّى نظامياً باسم حمض البروبانويك، أما أملاحه فيطلق عليها اسم بروبيونات.

## التاريخ
كان العالم يوهان غوتليب Johann Gottlieb أول من حصل على المركب سنة 1844 بإجراء تقطير إتلافي للسكر. ثم أطلق عليه العالم جان-باتيست دوما اسم بروبيونيك من الإغريقية πρῶτος (بروتوس) بمعنى: أوّل؛ و πίων (بيون) بمعنى: دهن؛ وذلك لأن هذا الحمض أصغر الأحماض المتصفة بصفة الأحماض الدهنية.

## الوفرة الطبيعية والتحضير
يوجد حمض البروبيونيك بشكل طبيعي في بعض الزيوت الإيثرية الطبيعية، كما تقوم بعض أنواع البكتريا مثل المطثية بإنتاجه. وهو ينتج في الأمعاء الغليظة عند الإنسان من التخمّر البكتيري للألياف الغذائية.
ينتج حمض البروبيونيك صناعياً من تفاعل إضافة كربونيل إلى الإيثيلين بوجود حفاز من رباعي كربونيل النيكل:
{\displaystyle \mathrm {H_{2}C=CH_{2}\ +\ H_{2}O\ +\ CO\longrightarrow \ CH_{3}CH_{2}COOH} }
كما يمكن أن يتم التحضير بإجراء أكسدة هوائية لمركب بروبانال (بروبيونالدهيد) بوجود حفاز من أيونات الكوبالت أو المنغنيز عند درجات حرارة معتدلة:
{\displaystyle \mathrm {2\ CH_{3}CH_{2}CHO\ +\ O_{2}\longrightarrow \ 2\ CH_{3}CH_{2}COOH} }

## الخواص
يوجد المركب في الشروط القياسية من الضغط ودرجة الحرارة على شكل سائل زيتي عديم اللون، سهل الانحلال والامتزاج مع الماء.
يمكن أن يخضع المركب إلى التفاعلات النمطية للأحماض الكربوكسيلية من تشكيل الأميدات والإسترات والأنهيدريدات والمشتقات الكلورية. كما يمكن ان يخضع المركب لتفاعل هلجنة على الموقع ألفا حسب تفاعل هيل-فولهارد-زلينسكي وذلك مع البروم بوجود حفاز من ثلاثي بروميد الفوسفور.

## الاستخدامات
يستخدم المركب كمادة حافظة وله رقم إي: E 280 وهو مسموح الاستخدام في أوروبا والولايات المتحدة وأستراليا.